# جرالد آر الن
جرالد آر الن (انگلیسی: Gerald Robert "Gerry" Allen؛ زادهٔ ۱ ژانویهٔ ۱۹۴۲) گیاه‌شناس اهل استرالیا است.